# لويز فيليبي دا روزا ماتشادو
لويز فيليبي دا روزا ماتشادو (بالبرتغالية: Luiz Filipe da Rosa Machado‏) هو لاعب كرة قدم برازيلي في مركز الوسط، ولد في 20 يناير 1996 في البرازيل. لعب مع غريميو بورتو أليغرينزي.

## وصلات خارجية
- لويز فيليبي دا روزا ماتشادو على موقع Soccerway.com (الإنجليزية)